# Kathedrale der Consolata

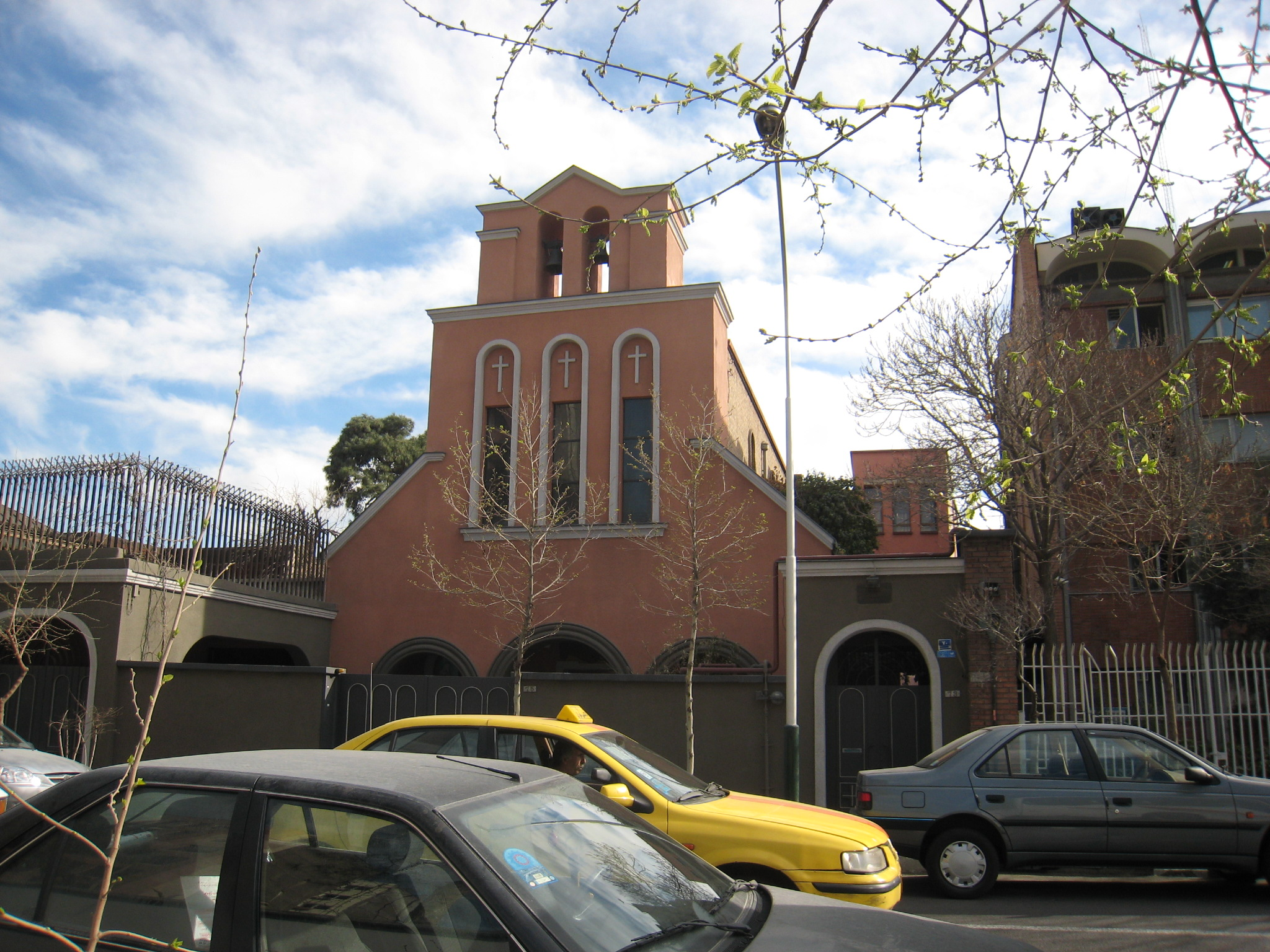
Consolatakathedrale in Teheran, 2009

Die Kathedrale der Consolata (persisch کلیسای کانسولاتا) ist eine Kirche in der iranischen Hauptstadt Teheran, die im Jahre 1937 fertiggestellt wurde. Sie ist die Kathedrale des Erzbistums Teheran-Isfahan der Römisch-katholischen Kirche.

## Standort
Die Kirche steht an der Südseite der Nofel-Loshato-Straße etwa auf halber Strecke zwischen der Valiasr-Straße und der Hafez-Brücke (etwa auf halber Strecke zwischen der Razi-Straße und der Roma-Straße), westlich neben der italienischen Botschaft, etwa 500 m westnordwestlich der armenischen Kirche der Heiligen Muttergottes, rund 1,4 km südwestlich der chaldäisch-katholischen Kathedrale St. Josef und etwa 1,8 km südsüdwestlich der armenischen Sankt-Sarkis-Kathedrale.

## Geschichte
Die römisch-katholische Kirche der Consolata wurde 1937 fertiggestellt. Zu dieser Zeit hatte das Erzbistum Isfahan, in dem nur mit Unterbrechungen Erzbischöfe anwesend waren, bereits zwei unterschiedliche Bischofssitze gehabt: Im 17. Jahrhundert unter den Safawiden die damalige Kathedrale Unserer Lieben Frau vom Rosenkranz in Isfahan, im 19. Jahrhundert dagegen das zu knapp der Hälfte christliche Urmia. Als 1974 unter dem Schah Mohammad Reza Pahlavi nach langer Zeit der Unterbrechung mit dem irischen Dominikaner Kevin William Barden wieder ein römisch-katholischer Erzbischof ernannt wurde, nahm dieser in der Kirche der Consolata in Teheran seinen Sitz, die so römisch-katholische Kathedrale wurde. Barden wurde aber 1980 im Zuge der Islamischen Revolution vertrieben. Nach 9 Jahren Unterbrechung wurde 1989 schließlich Ignazio Bedini Erzbischof in Teheran. Am 20. Januar 2015 nahm Papst Franziskus seinen altersbedingten Rücktritt an.

## Architektur
Die Kathedrale der Consolata steht in Nord-Süd-Richtung mit dem Eingang im Norden an der Nofel-Loshato-Straße und dem Altar im Süden. Die Kirche ist eine Basilika mit einem sehr hohen Mittelschiff, das ein flaches Satteldach trägt, und niedrigen Seitenschiffen. Die vordere Fassade im Norden hat drei große Eingangsbögen, darüber drei schmalere Fenster, in ihrer Größe denen an den sehr hohen Obergaden entsprechend, und ganz oben einen Glockengiebel. Im Süden befindet sich ein größeres Nebengebäude.

## Gemeindeleben
In Iran gibt es nur wenige einheimische, persischsprachige Katholiken des lateinischen Ritus. Missionierung ist den Christen in der Islamischen Republik Iran verboten, und die katholische Kirche betreibt auch keine Missionierung mehr. Die Gemeindemitglieder und Gottesdienstbesucher sind in ihrer Mehrzahl Ausländer aus verschiedenen mehrheitlich katholischen Ländern oder deren Nachkommen. Sie sind in der Industrie, als Diplomaten oder in Schulen beschäftigt. Gottesdienst gibt es an jedem Freitag – Feiertag in Iran –, und auf Grund der verschiedenen Ethnien gibt es Gottesdienste in verschiedenen Sprachen. Zu einem Gottesdienst kommen im Schnitt etwa 50 bis 100 Personen aus der katholischen Kirchengemeinde von etwa 2000 Personen in Teheran. Der in Teheran geborene Jack Youssef ist der einzige Priester in der Kirche der Consolata. Die Zahl der Katholiken in Teheran nimmt durch Auswanderung beständig ab, wofür Jack Youssef die zunehmende Armut als Grund nennt, für die er wiederum das Wirtschaftsembargo der USA gegen Iran verantwortlich macht. Nach eigenen Angaben hält Jack Youssef oft Vorträge über das Christentum an iranischen Universitäten und setzt sich für eine Förderung des Friedens gemeinsam mit den Muslimen ein.

## Bistum und Bischof
Die Kirche der Consolata ist Kathedralkirche des Erzbistums Teheran-Isfahan (Archidioecesis Hispahanensis Latinorum) der Römisch-katholischen Kirche mit Lateinischem Ritus. Trotz des noch immer nach der historischen iranischen Hauptstadt unter den Safawiden „Isfahan“ lautenden Namens ist der Sitz in Teheran. Das Erzbistum hatte im Jahre 2017 etwa 7000 Gläubige in 6 Pfarreien mit 2 Priestern. Im Jahre 2004 waren es noch 10.000 Gläubige in 6 Parochien mit 6 Priestern gewesen. Der bisher letzte metropolitane Erzbischof von Isfahan in Teheran war vom 2. Dezember 1989 bis zum 20. Januar 2015 der am 27. Juni 1939 in Sassomorello in Italien geborene Ignazio Bedini. Mit seinem Ausscheiden wurde der katholische Bischofssitz von Isfahan vakant. Der am 22. November 1971 in Teheran geborene Jack Youssef (CM) wurde am 20. Januar 2015 Apostolischer Administrator. Am 8. Januar 2021 benannte Papst Franziskus die Erzdiözese von Erzbistum Isfahan in Erzbistum Teheran-Isfahan um und ernannte den belgischen Minoriten Dominique Mathieu OFMConv. zum Erzbischof.